# Partido dos Trabalhadores (França)
O Partido dos Trabalhadores da França foi fundado em 1991, por militantes do movimento operário das mais diversas origens. 
Pretende, conforme seus fundadores, como Daniel Gluckstein e Pierre Lambert ser uma organização autêntica dos trabalhadores, sem depender de governos, da Igreja ou dos patrões. Seu programa defende o Estado laico e também o ensino laico e a abolição das instituições da V República, que denomina como "anti-democráticas".
O Partido dos Trabalhadores francês é membro do AcIT - Acordo Internacional dos Trabalhadores e dos Povos. Edita o jornal Informations Ouvrières. No seu interior atuam várias correntes, como a Corrente Comunista Internacionalista - CCI, seção francesa da IV Internacional (1993), a Corrente Socialista de ex-militantes do Partido Socialista (PS),  o Movimento dos Cidadãos (MDC) que edita o boletim Réflexions, a Corrente Comunista de ex-militantes do Partido Comunista Francês (PCF) que distribuem o boletim Résistances Communistes e a Corrente Anarcossindicalista cujo boletim é o L’Anarcho-syndicaliste.